# Włodzimierz Kirszner
Włodzimierz Kirszner (ur. 3 marca 1939 w Lasopolu, zm. 29 lipca 1991 w Rzeszowie) – polski fotoreporter.

## Życiorys
Urodził się 3 marca 1939 w Lasopolu w ówczesnej II Rzeczypospolitej (obecnie rejon kostopolski na Ukrainie). Jego rodzice ponieśli śmierć podczas II wojny światowej. Wychowywał się w domach dziecka na obszarze Lubelszczyzny. Od połowy lat 50. był zatrudniony w Lubelskiej Drukarni Prasowej na stanowisku linotypisty. Od tego czasu rozwijał pasję fotograficzną. Pod koniec 1967 przeprowadził się na Rzeszowszczyznę i podjął pracę w Rzeszowskich Zakładach Graficznych jako składacz linotypowy.
Od 1970 był członkiem Rzeszowskiego Towarzystwa Fotograficznego. Od 1972 pracował jako laborant fotograficzny w Oddziale CAF w Rzeszowie pod okiem Damazego Kwiatkowskiego. Od maja 1974 pracował w dzienniku „Nowiny”. Równolegle zdobył wykształcenie uzupełniające w Instytucie Dziennikarstwa Uniwersytetu Warszawskiego, po czym został zatrudniony w redakcji gazety na etacie dziennikarskim. Był wieloletnim fotoreporterem „Nowin”. Dokumentując miejsca i wydarzenia z wielu dziedzin docierał często do trudno dostępnych rejonów. W sposób szczególny był związany z Bieszczadami, gdzie fotografował przyrodę. W wydaniach „Nowin” ukazywały się również wykonywane przez niego reprodukcje zdjęć. Łącznie wykonał dla redakcji „Nowin” ponad 300 tys. zdjęć. Poza publikacjami fotograficznymi tworzył także relacje i teksty, drukowane na łamach „Nowin”. Należał do Oddziału Stowarzyszenia Dziennikarzy Rzeczypospolitej Polskiej w Rzeszowie.

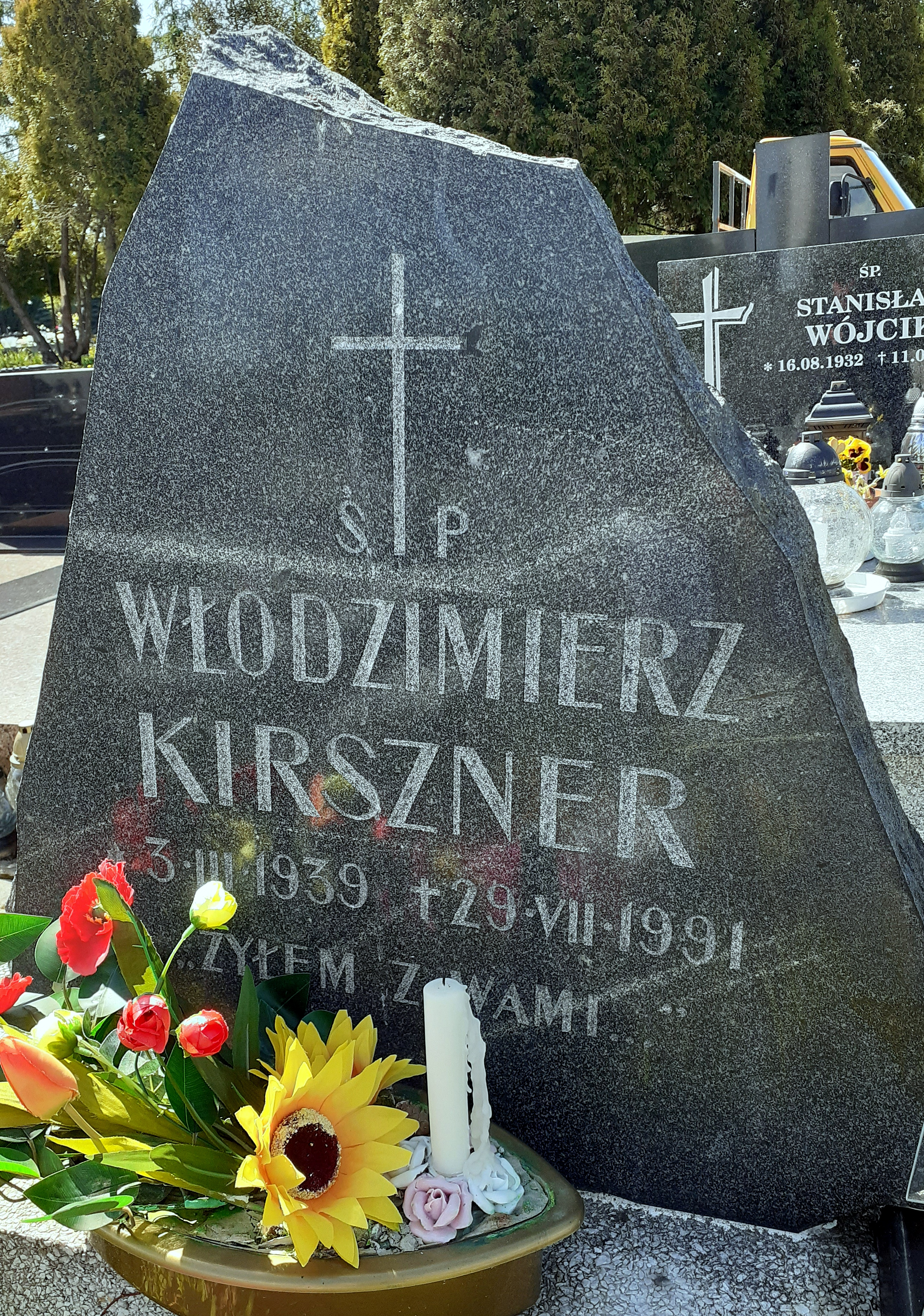
Grób Włodzimierza Kirsznera

Był żonaty z Zofią, miał córkę Dagmarę i syna Kamila. Zmarł śmiercią tragiczną 29 lipca 1991. Po raz ostatni był widziany w niedzielę 28 lipca 1991 wieczorem, po czym następnego dnia rano jego zwłoki zostało znalezione na betonowym podłożu u podnóża stromej skarpy, położonej naprzeciw zamku rzeszowskiego w centrum miasta. W tej sprawie dochodzenie podjęła policja i prokuratura, zaś za najbardziej prawdopodobną przyczynę śmierci przyjęto nieszczęśliwy wypadek. Został pochowany na cmentarzu Wilkowyja w Rzeszowie 1 sierpnia 1991.
Poeta Jan Szelc napisał w 1991 wiersz pt. Cena chwili. Pamięci Wł. Kirsznera, wydany w tomikach poezji pt. Gwiazda Małej Rawki / Święte Buki z 1993 oraz pt. Odmawiam góry z 2004. Staraniem Oddziału PTTK w Brzozowie, Muzeum Regionalnego PTTK w Brzozowie, redakcji „Nowin” oraz Urzędu Gminy Nozdrzec zorganizowano I Zlot Dziennikarzy „Szlakami Włodka Kirsznera”, zakończony 28 listopada 1992 w Ośrodku Wypoczynkowym Krośnieńskich Hut Szkła w Nozdrzcu (dawny pałac Skrzyńskich). Na zakończenie tej imprezy wyłoniono laureata „Konkursu im. Włodka Kirsznera” na zdjęcie roku w prasie regionalnej (zwycięzcą został Igor Witowicz, autor zdjęcia pt. Cmentarz Łyczakowski, opublikowanego w wydaniu „Nowin” z 1 listopada 1992).